# Загальновійськова армія

Умовне позначення армії в НАТО

Загальновійсько́ва а́рмія (також Польова́ а́рмія) — оперативне об'єднання  сухопутних військ з кількох корпусів або  дивізій (бригад) різних  родів військ і  спеціальних військ. Виконує завдання у складі фронту ( групи армій) або самостійно. Зазвичай армія налічує від 100000 до 300000 осіб. У складі повітряних сил еквівалентним формуванням є повітряна армія, на морі армії відповідає флот.

## Історія
Загальновійськова армія призначається для ведення операцій у складі фронту або самостійно (на окремому операційному напрямі). За часів  Першої світової та  Громадянської війни в Росії до складу армії входили 3-6 стрілецьких і 1-2  кавалерійські дивізії. У 1920 році армія складалася з 4-5  стрілецьких і  кавалерійської дивізій, нараховуючи 20 000 — 40 000 багнетів і шабель з 80-120 гарматами. У 30-ті роки XX століття  теорією глибокої операції передбачалося використання як звичайних, так і ударних армій.
На початку  німецько-радянської війни, загальновійськова армія — оперативне об'єднання  радянських сухопутних військ — складалася з корпусів ( стрілецьких,  механізованих,  кавалерійських) і окремих дивізій. У 1941 році був здійснений перехід до невеликих армій по 5 — 6 дивізій, без корпусного управління. У 1942–1943 роках корпусна ланка управління була відновлена, і армія в 2-й половині війни мала вже 3 — 4 стрілецьких корпуси (7 — 12 дивізій), 3 — 4  артилерійських і мінометних полків або окрему  артилерійську бригаду, окремий танковий полк, окремі частини  спеціальних військ.
Армії рідко мали понад 100 000 чоловік. Для дії на головному (найважливішому) напрямку в ряді операцій використовувалися посилені армії, які іменувалися, як і в 30-ті роки, ударними арміями. У порівнянні зі звичайною армією в них було більше танків, гармат і мінометів. До їх складу включалися  танкові, механізовані, кавалерійські корпуса. Армії діяли на самостійних операційних напрямках, іменувалися окремими (такими були наприклад Приморська Армія, 7-ма, 51-ша, 56-та та інші). До складу окремих армії (ОА), залежно від важливості операційного напрямку, цілей і бойових завдань, входило від 3 — 4 до 10 — 13  стрілецьких дивізій, 1 — 3 окремі стрілецькі бригади, інші з'єднання і частини.
У роки Громадянської війни в складі фронтів (груп армій) РСЧА перебувало 16 армій.
За роки німецько-радянської війни у складі фронтів знаходилося 70 армій, 11 до кінця війни були удостоєні найменування гвардійських (Гв. А).
До розпаду в СРСР були також танкові (ТА) і повітряні (ВА — воздушная армия) армії. 

## Склад і чисельність

### Нацистська Німеччина

#### 6-та армія(листопад1942)
Входила до Групи армій «B»
Командувач: генерал-полковник Фрідріх Паулюс
Чисельність: 246000 чол. (грудень 1942)
- IV армійський корпус
  - 29-та моторизована дивізія
  - 297-ма піхотна дивізія
  - 371-ша піхотна дивізія
- VIII армійський корпус
  - 76-та піхотна дивізія
  - 113-та піхотна дивізія
- XI армійський корпус
  - 44-та піхотна дивізія
  - 376-та піхотна дивізія
  - 384-та піхотна дивізія
- XIV танковий корпус
  - 3-тя моторизована дивізія
  - 60-та моторизована дивізія
  - 16-та танкова дивізія
- LI армійський корпус
  - 71-ша піхотна дивізія
  - 79-та піхотна дивізія
  - 94-та піхотна дивізія
  - 100-та єгерська дивізія
  - 295-та піхотна дивізія
  - 305-та піхотна дивізія
  - 389-та піхотна дивізія
  - 14-та танкова дивізія
  - 24-та танкова дивізія
- Люфтваффе
  - 9-та зенітна дивізія
  - 3-тє винищувальне крило[1]

### СРСР

#### 13-та армія(1 травня1945)
Підпорядковувалася 1-му Українському фронту
Командувач: генерал-полковник Микола Пухов
- 24-й стрілецький корпус
  - 117-та гвардійська стрілецька дивізія
  - 280-та стрілецька дивізія
  - 395-та стрілецька дивізія
- 27-й стрілецький корпус
  - 6-та гвардійська стрілецька дивізія
  - 121-ша гвардійська стрілецька дивізія
- 102-й стрілецький корпус
  - 147-ма стрілецька дивізія
  - 172-га стрілецька дивізія
- 17-та артилерійська дивізія
- 39-та гвардійська гарматна артилерійська бригада
- 111-й гвардійський гаубичний артилерійський полк
- 26-та винищувально-протитанкова артилерійська бригада
- 493-й винищувально-протитанковий артилерійський полк
- 1076-й винищувально-протитанковий артилерійський полк
- 12-та мінометна бригада
- 128-й мінометний полк
- 65-й гвардійський мінометний полк реактивної артилерії
- 323-й гвардійський мінометний полк реактивної артилерії
- 10-та зенітна артилерійська дивізія
- 1287-й зенітний артилерійський полк
- 88-й окремий танковий полк
- 327-й гвардійський важкий самохідний артилерійський полк
- 372-й гвардійський самохідний артилерійський полк
- 768-й самохідний артилерійський полк
- 1228-й самохідний артилерійський полк
- 19-та інженерно-саперна бригада
- 55-й окремий полк зв'язку[2]

#### 38-ма загальновійськова армія(1991)
Входила до складу Прикарпатського військового округу (ПрикВО)
Командувач: генерал-майор Григорій Касперович (з грудня 1991)
Штаб: м. Івано-Франківськ
- 17-та гвардійська мотострілецька дивізія
- 70-та гвардійська мотострілецька дивізія
- 128-ма гвардійська мотострілецька дивізія
- 146-та мотострілецька дивізія кадру
- 276-та мотострілецька дивізія кадру
- 223-тя зенітна ракетна бригада
- 87-ма бригада матеріального забезпечення
- 89-та бригада матеріального забезпечення
- 160-й реактивний артилерійський полк
- 1255-й протитанковий артилерійський полк
- 65-й розвідувальний артилерійський полк
- 340-й окремий транспортно-бойовий вертолітний полк
- 321-й інженерно-саперний полк
- 188-й окремий полк зв'язку
- 163-й окремий радіотехнічний полк особливого призначення
- 1655-й окремий радіотехнічний батальйон ППО
- 596-й окремий реактивний артилерійський дивізіон
- 1603-й окремий десантно-штурмовий батальйон
- 17-й окремий батальйон РЕБ
- 46-й окремий батальйон хімічного захисту
- 96-та окрема змішана авіаційна ескадрилья
- окрема ескадрилья безпілотних засобів розвідки
- 118-й окремий ремонтно-відновлювальний батальйон
- 569-та окрема рота спеціального призначення
- 5194-та база зберігання військової техніки

### США

#### 7-ма армія(8 травня 1945)
Входила до складу 6-ї групи армій
Командувач: генерал-лейтенант Александр Патч
- 12-та бронетанкова дивізія
- 45-та піхотна дивізія
- 63-тя піхотна дивізія
- 100-та піхотна дивізія
- VI корпус
  - 10-та бронетанкова дивізія
  - 44-та піхотна дивізія
  - 103-тя піхотна дивізія
- XV корпус
  - 3-тя піхотна дивізія
  - 20-та піхотна дивізія
  - 42-га піхотна дивізія
  - 86-та піхотна дивізія
- XXI корпус
  - 2-га бронетанкова дивізія (французька)
  - 36-та піхотна дивізія
  - 101-ша повітрянодесантна дивізія